# 195
195（一百九十五）是194與196之間的自然數。

## 在數學上
- 合數，正因數有1、3、5、13、15、39、65和195。
質因數分解為{\displaystyle 3\times 5\times 13}。
- 虧數，真因數和為141，虧度為54。
- 無平方數因數的數。
- 第19個楔形數。前一個為190、下一個為222。
- 195的數字和為1+9+5=15
  - 第57個十进制的哈沙德數。195能被其數字和15整除，故為哈沙德數。前一個為192、下一個為198。
- 十进制的奢侈數。
- 140和195組成第2對婚約數
- 195在二進制和八進制是迴文數
  - 195 = 11000011(2) = 303(8)

## 在化學上
- 鉑的原子量約為195。

## 其他領域
- 195年
- 前195年